# Les Amants réguliers
Les Amants réguliers è un film del 2005 scritto e diretto da Philippe Garrel, sul maggio francese.

## Trama
Parigi, 1968-'69. François Dervieux è un poeta ventenne sotto processo per aver disertato il servizio militare. Frequenta un gruppo di amici e artisti che vivono in casa di Antoine, un ricco giovane che ha ereditato soldi e casa, discorrendo di arte e fumando oppio. Qui incontra Lilie, una scultrice che si occupa di politica e lavora in fabbrica. I due iniziano a intrattenere una relazione sentimentale e vanno a vivere insieme, fin quando la ragazza deciderà di trasferirsi negli Stati Uniti al seguito di un artista affermato, troncando la sua storia d'amore con François.

## Riconoscimenti
- Mostra Internazionale d'Arte Cinematografica di Venezia 2005: Leone d'argento (Philippe Garrel) e Osella d'oro (William Lubtchansky)
- Premio Louis-Delluc 2005
- Premi César 2006: migliore promessa maschile (Louis Garrel)
- Premi Lumière 2006: miglior regista
- Étoile d'Or 2006 per il miglior attore emergente (Louis Garrel)